# Блок (гірництво)
Блок (рос. блок, англ. block; unit; нім. Block) — гірничий термін, що вживається в кількох значеннях.
- При підземній розробці вугільних родовищ — частина шахтного поля, розкрита з поверхні і провітрювана незалежно. Розподіл на блоки застосовують при високому газовмісті шахтних полів розміром за простяганням більше 6-8 км для поліпшення їх вентиляції. У інших випадках розміри блоку за простяганням — 2,5-5 км, а за падінням і вхрест простяганню дорівнюють розмірам шахтного поля.

Кордони блока по простяганню — кордони сусідніх блоків або з однієї сторони — кордони шахтного поля; по падінню — кордони виймального горизонту. Блоки по простяганню об'єднуються загальним для всього горизонту магістральним штреком, по якому відбувається транспорт корисної копалини до головного ствола. У свою чергу блок може поділятися на поверхи, панелі, виїмкові смуги.
Під блоком розуміють також сполучені підземними гірничими виробками і незалежно провітрювані поля декількох шахт, об'єднаних в одне гірниче підприємство.
- При підземній розробці рудних родовищ — виймальна дільниця в межах поверху із застосуванням однієї системи розробки; висота блоку дорівнює висоті поверху, ширина — потужності рудного покладу або його частині.

- При відкритій розробці родовищ — частина уступу, що розробляється самостійними засобами відбійки або виймання. Виділяють блоки: екскаваторний та висаджувальний. Об'єм гірничої маси в блоці повинен забезпечити безперебійну роботу вантажного обладнання протягом 2-3 днів.